# Serrat de Mas Massot
El Serrat de Mas Massot és una muntanya de 125 metres que es troba al municipi de Cruïlles, Monells i Sant Sadurní de l'Heura, a la comarca catalana del Baix Empordà.